# Haffkrankheit
Als Haffkrankheit wurde das epidemieartige Auftreten einer durch Wasserverschmutzung bedingten Fischvergiftung in den Sommer- und Herbstmonaten der Jahre 1924 bis 1939 bezeichnet. Namensgebend war das Frische Haff in Ostpreußen, an dessen nördlichen Ufern etwa 1000 Menschen erkrankten, was bei einigen zum Tode führte.

## Auftreten

### Königsberger Haffkrankheit

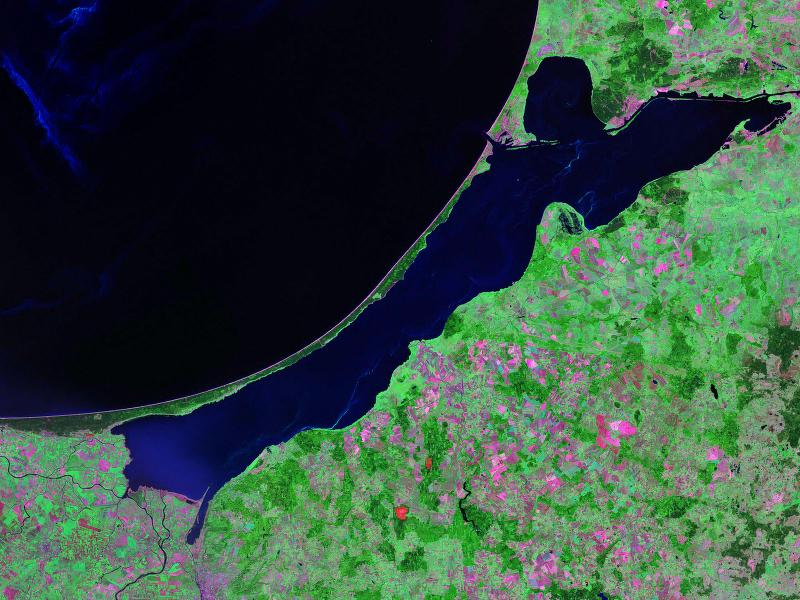
Schwerpunkt der Erkrankungen war der nördliche Teil des Frischen Haffs (Landsat-Foto)

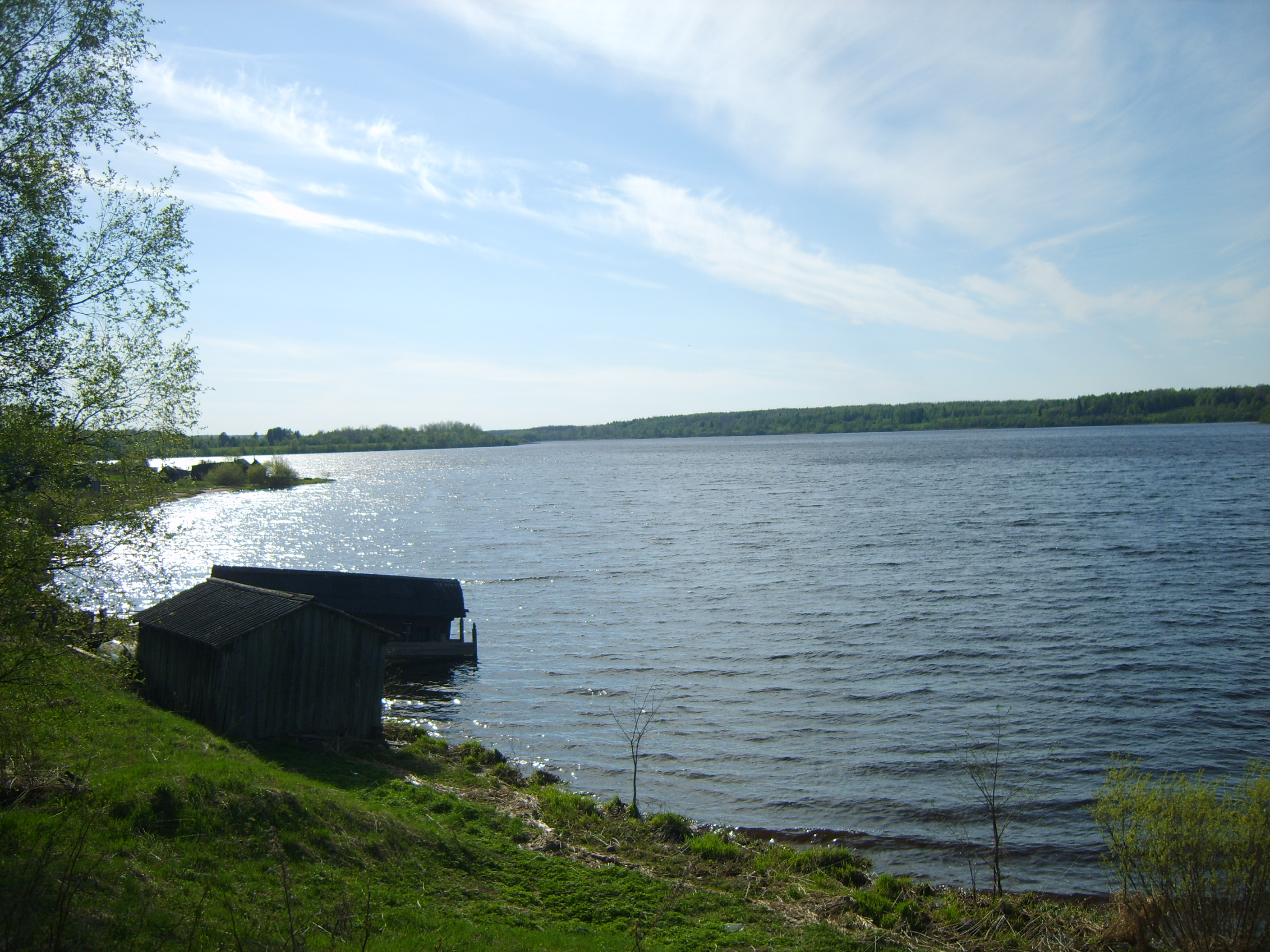
In der Sowjetunion gab der Juksowski-See der Krankheit ihren Namen

Wilhelm Stoeltzner von der Universitätskinderklinik in Königsberg war einer der ersten Ärzte, die im Sommer 1924 mit der Königsberger Haffkrankheit konfrontiert wurden. Berichtet wurde jedoch auch von Erkrankungen in Narmeln (1924 und 1932) und in Danzig (1924). 1932 war Peyse (als Komsomolski in Swetly aufgegangen) der Hauptherd der Epidemie, wo es trotz längerem Einsatz eines Notarztes zum Tod eines Fischereigehilfen kam. Die Zahl der Fälle nahm jährlich ab.
Neben Menschen erkrankten auch Katzen und Seevögel nach Verzehr von Fischen. Stoeltzner richtete im Keller seiner Klinik ein Labor ein, fütterte Katzen und Hunde mit Fischen und – getrennt davon – mit dem Wasser aus dem Frischen Haff und kam zu der Erkenntnis, dass die von den Fischen aufgenommene Zellulose der Papierfabriken am Ufer des Haffs Urheber der Erkrankung sei. Damit trug er zur Erforschung der Krankheit bei, wenngleich sich seine Thesen als nicht richtig erwiesen.
Mehrfach wurde im Verein für wissenschaftliche Heilkunde berichtet. Als Ursache wurde die Vergiftung durch eingeatmete arsenhaltige Gase aus Industrieabwässern angenommen, jedoch konnte Georg Lockemann 1925–1927 nachweisen, dass die Erkrankung nicht auf Arsen zurückzuführen ist. Auch Gerhard Geiseler untersuchte die Haffkrankheit. Der Ausbruch der Erkrankungen konnte schließlich auf den Verzehr von Aalen aus dem nördlichen Teil des Frischen Haffes zurückgeführt werden.
Das Gift entstand wohl am Grund des Haffs durch Abwassereinleitungen der Stadt Königsberg und den Einfluss sommerlicher Wärme und Sauerstoffmangels. Über Larven, Muscheln und dann Fische kamen die Gifte in die menschliche Nahrungskette.
Zu Erkrankungen kam es auch 1934 bis 1936 im Leningrader Oblast. In Russland wurde der Juksowski-See namensgebend für die Juksowskaja-Krankheit (Юксовская болезнь), obwohl diese auch als Gaffskaja (гаффская болезнь – abgeleitet vom deutschen Wort Haff) bezeichnet wird.

### Auftreten seit 1940
In den 1940er Jahren wurde die Krankheit auch in Schweden beobachtet. In jüngster Zeit (1997–2014) kam es zu zehn Fällen in den USA, Ursache war der Verzehr des Großmäuligen Büffelfischs, wobei es sich sowohl um Frischfisch als auch um Tiefkühlprodukte aus dem Supermarkt handelte. In den Sommermonaten 2010 erkrankten mehrere Dutzend Chinesen aus Nanjing nach dem Verzehr des Roten Amerikanischen Sumpfkrebses. Als offizielle Ursache wurde auch hier die Haffkrankheit („Haff病“) bezeichnet.
In Russland trat die Krankheit 1947–1948 und 1984 am Sartlansee (озеро Сартлан) und wiederholt am Kotokelsee (озере Котокель) in der unmittelbaren Nähe des Baikalsees auf. Dort hat sie seit 2008 wiederholt zu Fischsterben und auch zu einem Todesfall geführt.

## Krankheitsbild und Klassifikation
Die mit der Fischmahlzeit aufgenommenen Toxine führen zu einem Krankheitsbild, das der Rhabdomyolyse entspricht. Darunter versteht man in der Medizin die Auflösung quergestreifter Muskelfasern, wie Skelettmuskulatur, Herzmuskulatur und Zwerchfell. Das dabei freiwerdende Myoglobin kann die Niere schädigen und zum akuten Nierenversagen führen.
Ein Krankheitssymptom ist die paralytische Myoglobinurie, eine Sonderform der Myoglobinurie. Zur Klärung des Krankheitsbildes der Haffkrankheit und zur Aufdeckung der Natur des dabei ausgeschiedenen Farbstoffes trug 1941 der Königsberger Internist Helmut Vogt (1909–1989) entscheidend bei.
In der neunten Version der ICD (1976) wurde die Haffkrankheit noch als Arsenvergiftung klassifiziert, in der zehnten Ausgabe von 2013 ist sie mit einer Quecksilbervergiftung verlinkt.